# Dennis Feldman
Dennis Feldman (* 1946 in den USA) ist ein Fotograf und Drehbuchautor und Produzent US-amerikanischer Filme. Zu diesen Filmen, für die er das Drehbuch geschrieben hat, gehören Virus und Species. Beim zuletzt genannten trat er auch als Produzent auf.

## Leben
Als Sohn von Phil Feldman, Produzent des oscarnominierten Klassikers The Wild Bunch – Sie kannten kein Gesetz, kam Dennis schon früh in den Kontakt mit der Filmindustrie. So übernahm er in der Anfangsszene dieses Films eine Statistenrolle.
Nach seinem erfolgreichen Studium an der Harvard University widmete er sich der Fotografie. Er studierte hierfür an der Yale School of Art und Architecture.
Er lehrte Fotografie unter anderem am San Francisco City College, der Boston University und UCLA.

## Werke als Fotograf
- 1977 American Images
- 2015 Hollywood Boulevard,[3] 1969–1972, ISBN 9780986204500

## Filmografie

### Als Drehbuchautor
- 1985 Lass mich mal ran! – Als Junge ist sie spitze (Just One of the Guys)
- 1986 Auf der Suche nach dem goldenen Kind (The Golden Child)
- 1987 Wahre Männer (Real Men)
- 1995 Species
- 1999 Virus – Schiff ohne Wiederkehr (Virus)

### Als Produzent
- 1995 Species

### Als Regisseur
- 1987 Wahre Männer (Real Men)